# Саут-Форк (Пенсільванія)
Саут-Форк (англ. South Fork) — місто (англ. borough) в США, в окрузі Кембрія штату Пенсільванія. Населення — 954 особи (2020).

## Географія
Саут-Форк розташований за координатами 40°21′43″ пн. ш. 78°47′23″ зх. д. / 40.36194° пн. ш. 78.78972° зх. д. (40.362008, -78.789625).  За даними Бюро перепису населення США в 2010 році місто мало площу 1,30 км², з яких 1,22 км² — суходіл та 0,07 км² — водойми.

## Демографія
Згідно з переписом 2010 року, у селищі мешкало 928 осіб у 417 домогосподарствах у складі 251 родини. Густота населення становила 716 осіб/км².  Було 470 помешкань (362/км²).
Расовий склад населення:
| - 98,2 % — білих - 0,5 % — чорних або афроамериканців |

До двох чи більше рас належало 1,2 %. Частка іспаномовних становила 0,2 % від усіх жителів.
За віковим діапазоном населення розподілялося таким чином: 23,0 % — особи молодші 18 років, 60,4 % — особи у віці 18—64 років, 16,6 % — особи у віці 65 років та старші. Медіана віку мешканця становила 40,0 року. На 100 осіб жіночої статі у селищі припадало 95,8 чоловіків;  на 100 жінок у віці від 18 років та старших — 95,4 чоловіків також старших 18 років.
Середній дохід на одне домашнє господарство  становив 44 675 доларів США (медіана — 36 875), а середній дохід на одну сім'ю — 54 734 долари (медіана — 50 865). Медіана доходів становила 37 188 доларів для чоловіків та 24 792 долари для жінок. За межею бідності перебувало 16,5 % осіб, у тому числі 18,5 % дітей у віці до 18 років та 8,9 % осіб у віці 65 років та старших.
Цивільне працевлаштоване населення становило 450 осіб. Основні галузі зайнятості: освіта, охорона здоров'я та соціальна допомога — 26,9 %, виробництво — 16,7 %, роздрібна торгівля — 16,2 %.